# Мариоцци, Винченцо
Винченцо Мариоцци (итал. Vincenzo Mariozzi; род. 1944, Аффиле) — итальянский кларнетист.
Учился в Риме у Фернандо Гамбакурты. В 1967 г. занял пульт первого кларнета в оркестре Театра Массимо в Палермо, затем в 1969—2000 гг. был первым кларнетистом Оркестра Национальной академии Санта-Чечилия. Кроме того, Мариоцци возглавляет камерный оркестр «Аквиланские солисты» (итал. Solisti Aquilani) и выступает в составе трио со своим сыном, виолончелистом Франческо Мариоцци, и пианистом Кристофером Джорджилли. Среди заметных записей Мариоцци — Концерт для кларнета с оркестром Вольфганга Амадея Моцарта, Концерт для кларнета с оркестром Лоренцо Перози, а также альбом произведений для кларнета и трубы (с Лучано Джулиани).